# Johan Widerberg
Pour les articles homonymes, voir Widerberg.
Johan Widerberg est un acteur suédois né le 16 mars 1974 à Stockholm (Suède).

## Biographie
Il est le fils de Bo Widerberg.

## Filmographie
- 1976 : Mannen på taket : Kollberg's son
- 1980 : Rött och svart
- 1984 : Mannen från Mallorca : Johansson's son
- 1986 : Le Chemin du serpent (Ormens väg på hälleberget) : Jani as a child
- 1990 : Ebba och Didrik (feuilleton TV) : Didrik Reng
- 1991 : Rosenbaum (feuilleton TV) : Rolf Karlström (episode Målbrott)
- 1991 : På öppen gata (TV) : Patrik
- 1992 : Nordexpressen : Håkan Niklasson
- 1993 : Augustitango : Peter
- 1994 : Ev byte
- 1994 : Polismördaren (vidéo) : Kasper
- 1994 : Rapport till himlen (feuilleton TV) : Victor
- 1995 : Lust och fägring stor : Stig
- 1996 : Svart, vitt, rött : Jonas
- 1996 : Juloratoriet : Sidner Nordensson
- 1997 : Selma & Johanna - en roadmovie : Conny
- 1998 : Lithivm : Martin
- 1998 : Under solen : Erik Jonsson
- 2000 : På fremmed mark : Kurt Cobain
- 2000 : Herr von Hancken (feuilleton TV) : Bror Benjamin Carlander
- 2000 : Gossip : Alexander
- 2003 : Switching: An Interactive Movie. (vidéo) : Patrik
- 2003 : Norrmalmstorg (TV) : Lasse
- 2004 : Ocean's Twelve (Ocean's Twelve) : Johan
- 2015 : Mr. Ove
- 2016 : Springfloden
- 2017 :  Missing ( (TV) : Stein, pasteur
- 2017 : The Wife de Björn Runge
- 2019 : The Spy (Spionen) de Jens Jønsson : le baron Bernd von Gossler